# Cabasa honesta
Cabasa honesta är en tvåvingeart som först beskrevs av Walker 1858.  Cabasa honesta ingår i släktet Cabasa och familjen rovflugor. Inga underarter finns listade i Catalogue of Life.